# Sancho Pança

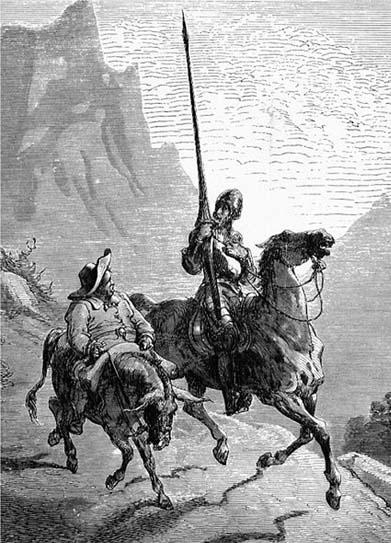
Sancho Pança e Dom Quixote

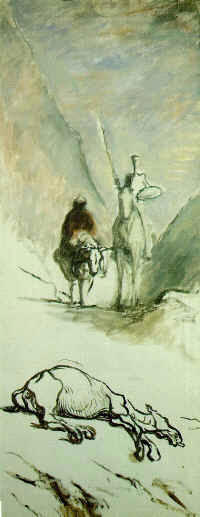
Dom Quixote seguido de seu fiel Sancho. IIustração de Honoré Daumier (1868)

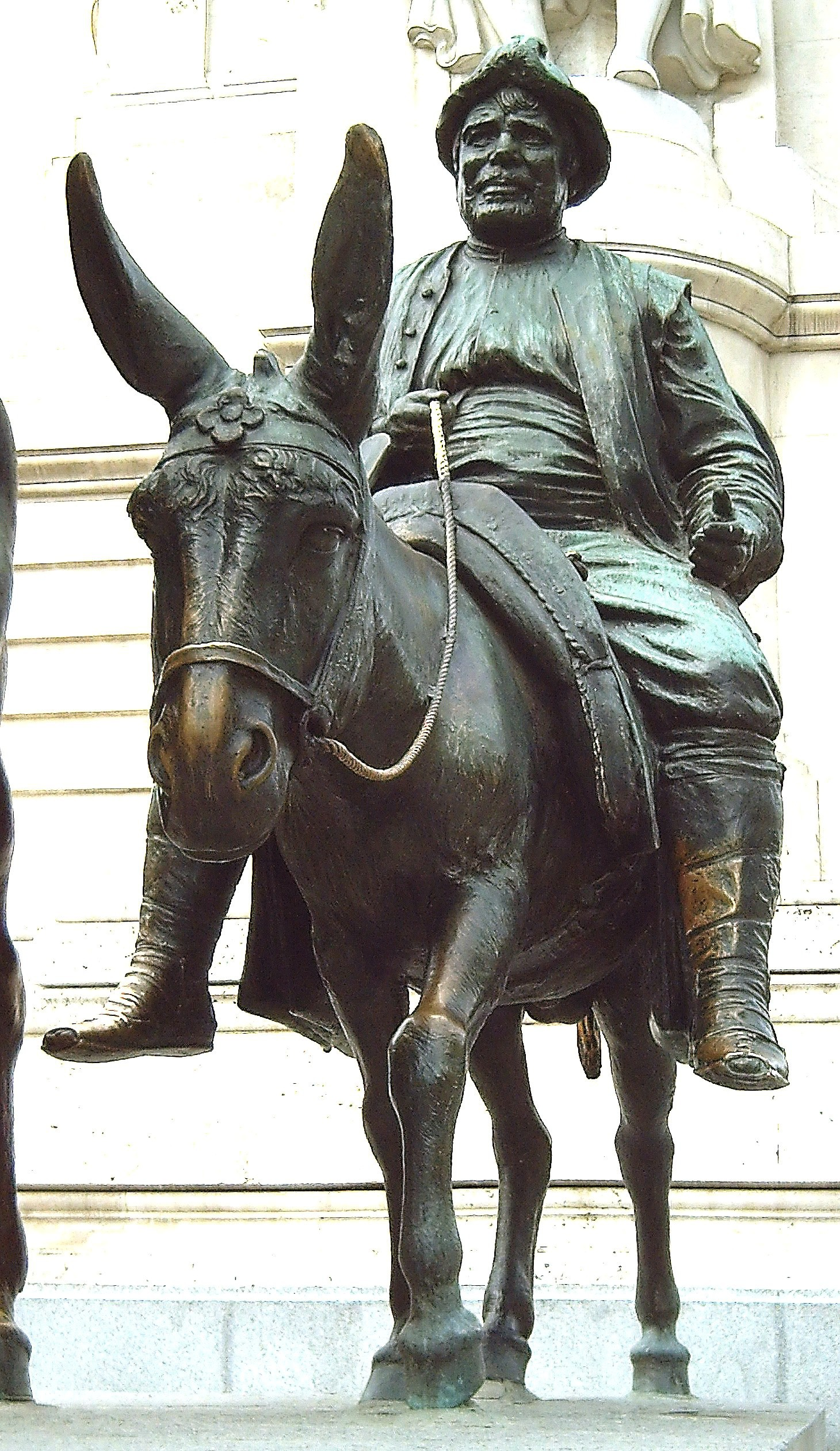
Estátua de Sancho Pança em Madrid (Lorenzo Coullaut Valera, 1930)

Sancho Pança (em castelhano: Sancho Panza) é um personagem do livro Don Quixote de la Mancha, de Miguel de Cervantes. Atua como um personagem contraste ao personagem principal, o próprio Dom Quixote.
Enquanto Quixote é sonhador e fantasioso, Sancho Pança é realista e sério. Mas na medida em que o relato avança ele vai se perdendo cada vez mais, e, aos poucos, vai aceitando os "delírios" do cavaleiro de quem é o fiel escudeiro. Sancho Pança decidiu acompanhar Dom Quixote após este ter prometido que lhe daria o governo de uma ilha.
Mesmo pobre, continua fiel a Dom Quixote como no ditado dos cavaleiros (um cavaleiro nunca foge a uma luta), Sancho nunca fugiu de Dom Quixote. Nunca lhe faltava com o respeito, sendo sempre fiel. Normalmente andava em cima de um burro, junto de Dom Quixote, que andava em cima do seu cavalo, o Rocinante, o que marca umas das evidências do contraste dos personagens. Sancho Pança era gordo e baixo.
Outra característica marcante — talvez a mais marcante — é o costume que Sancho tem de proferir incontáveis ditados a todo momento, lançando-os a torto e a direito, sem observância de adequação ao contexto do diálogo. Participando de todas as suas façanhas, Sancho tenta argumentar com Dom Quixote, que tem uma mente imaginativa, enquanto lê romances de cavalaria. Sancho é sensato, calmo, moderado e protege o seu mestre. É um camponês rude, elementar, de baixa origem, imprudente, vulgar, guloso, marmota, mas fiel ao seu senhor. É apresentado como "um homem bom [...], mas, como dizem, com pouco chumbo no cérebro". Esta é a imagem que temos à primeira vista de Sancho Pança, mas aos poucos descobrimos que a sua psicologia é mais profunda, embora acabe por ser contaminado pelas palavras e pela mentalidade do seu mestre.

## Dom Quixote
Quijano (Dom Quixote) é um nobre de Mancha que "sabe muito bem o que diz e não tem ideia do que faz", um cavaleiro da Espanha rural que ao ler literatura de cavalaria mergulha num estado de loucura que o leva em busca de aventura. Depois de ter sido nomeado cavaleiro numa cerimónia ridícula e patética numa estalagem, e seguindo o costume e a tradição que recomenda que todo cavaleiro andante tenha um escudeiro, D. Quixote escolhe para esta tarefa Sancho Pança, "um fazendeiro vizinho seu, um bom homem".
Antes de um ataque de loucura transformar Alonso Quijano em Dom Quixote, Sancho Pança era de fato seu servo. Quando o romance começa, Sancho é casado há muito tempo com uma mulher chamada Teresa Cascajo e tem uma filha, María Sancha (também chamada Marisancha, Marica, María, Sancha e Sanchica), que se diz ter idade suficiente para se casar. A esposa de Sancho é descrita mais ou menos como uma versão feminina de Sancho, tanto na aparência quanto no comportamento. Quando Dom Quixote propõe Sancho para ser seu escudeiro, nem ele nem sua família se opõem fortemente. Deixa a família na aldeia e acompanha Dom Quixote nas suas aventuras excêntricas, porque lhe prometeu um hipotético arquipélago para governar, quando ele próprio recebeu honras, glória e fortuna pelas suas façanhas cavalheirescas. Sancho Pança é acompanhado nestas andanças pelo seu velho burro, a quem é muito apegado e que não trocaria pela ruiva de Lancelot.
Ele tem o dom de irritar Dom Quixote em diversas ocasiões, pelo seu jeito de recitar provérbios, muitas vezes vários na mesma frase, que nem sempre vão direto ao ponto. Outra coisa que irrita Dom Quixote é a relutância de Sancho Pança em administrar milhares de chicotadas em si mesmo para supostamente desencantar Dulcineia, a mulher por quem Dom Quixote está apaixonado.
Dom Quixote e Sancho Pança formam uma famosa dupla de personagens inseparáveis: um não poderia existir sem o outro. Eles representam um arquétipo que será constantemente repetido na ficção: por exemplo Laurel e Hardy, Abbott & Costello, Asterix e Obelix, Walter Matthau e Jack Lemmon, Huckleberry Finn e Tom Sawyer, Zorro e Bernardo, Bob Morane e Bill Ballantine.